# بیباپ
سبک بیباپ (به انگلیسی: bebop) یا باپ یکی از شیوه‌های جازنوازی است که در دههٔ ۱۹۴۰ میلادی، از اوایل تا میانهٔ آن، در ایالات متحده شکل گرفت.
سبک بیباپ یکی از شیوه‌های جازنوازی است که در دههٔ ۱۳۲۰ خورشیدی (۱۹۴۰ میلادی) در آمریکا شکل گرفت. این سبک بیشتر برای شنیدن ساخته شده بود، نه برای رقصیدن، و برخلاف جازهای قدیمی‌تر مثل سوینگ، ریتم‌های خیلی تندی داشت. در بیباپ، نوازنده‌ها معمولاً با سازهایی مثل ساکسوفون، ترومپت، پیانو، درام و کنترباس در یک گروه کوچک اجرا می‌کردند. آن‌ها ابتدا ملودی اصلی قطعه را می‌نواختند، سپس هر کدام به‌صورت جداگانه بداهه‌نوازی می‌کردند و در پایان دوباره به همان ملودی برمی‌گشتند.
موسیقی بیباپ پر از آکوردهای پیچیده و تغییرات سریع است، و برای اجرا نیاز به مهارت بالایی دارد. این سبک باعث شد جاز از موسیقی سرگرم‌کننده برای رقص به موسیقی هنری و فکری‌تری تبدیل شود. نوازنده‌هایی مثل چارلی پارکر و دیزی گیلیسپی از چهره‌های اصلی این سبک بودند. بیباپ پایهٔ بسیاری از سبک‌های پیشرفته‌تر جاز در دهه‌های بعد شد.

## جزئیات
این سبک با آثاری شناخته می‌شود که ریتمی تند (معمولاً بالای ۲۰۰ ضرب در دقیقه)، توالی آکوردهای پیچیده با تغییرات سریع آکورد و پرده‌گردانی‌های متعدد، مهارت بالای نوازندگی، و بداهه‌نوازی مبتنی بر ترکیبی از هارمونی، استفاده از گام‌ها، و گاه ارجاع به ملودی دارند.
این سبک، تا اندازه‌ای به منزلهٔ طغیان بداهه‌نوازان خلاق، در برابر قطعه‌های تجاری و ازپیش‌تنظیم‌شدهٔ گروه‌های سوینگ بود. مشخصه اصلی این سبک، اجرای سریع، تند و تیز و بی‌نهایت چیره‌دستانه، تأکید دوباره بر بداهه‌نوازی، هارمونی‌های پیچیده و ریتم‌های غیرقابل پیش‌بینی است. از پایه‌گذاران این سبک چارلی پارکر، دیزی گیلیسپی و تلانیوس مانک بوده‌اند.
سبک بیباپ زمانی پدید آمد که نسل جوان‌تر موسیقی‌دانان جاز به گسترش ظرفیت‌های خلاقانهٔ جاز پرداختند و آن را از قالب محبوب و رقص‌محور موسیقی سوینگ به سوی نوعی «موسیقی ویژهٔ نوازندگان» سوق دادند که کمتر برای رقص مناسب بود و نیاز به گوش‌دادن دقیق داشت. از آنجا که بیباپ برای رقص طراحی نشده بود، نوازندگان می‌توانستند با سرعت‌های بالاتری اجرا کنند. آنان به بررسی هارمونی‌های پیشرفته، سنکپ‌های پیچیده، آکورد آلتره، آکورد گسترده، جایگزینی آکوردها، جمله‌بندی نامتقارن و ملودی‌های بغرنج پرداختند. گروه‌های بیباپ از بخش ریتم به شیوه‌ای نو بهره می‌گرفتند که نقش آن را گسترش می‌داد. برخلاف دورهٔ سوینگ که گروه‌های بزرگ (۱۶ تا ۱۸ نوازنده) قالب اصلی اجرا بودند، گروه کلاسیک بیباپ یک گروه کوچک (combo) بود که معمولاً شامل ساکسوفون (آلتو یا تنور)، ترومپت، پیانو، گیتار، کنترباس و درام (ساز) می‌شد و موسیقی‌ای اجرا می‌کرد که در آن گروه نقش پشتیبان برای نوازندگان تکنواز داشت. بیباپی‌ها به‌جای اجرای موسیقی با تنظیم سنگین، معمولاً ملودی اصلی اثر (که به آن "head" گفته می‌شود) را با همراهی بخش ریتم اجرا می‌کردند، سپس هر نوازنده بخشی را به‌صورت بداهه تکنوازی می‌کرد، و در پایان دوباره به ملودی اصلی بازمی‌گشتند.
برخی از برجسته‌ترین هنرمندان بیباپ، که اغلب آهنگساز و نوازنده نیز بودند، عبارت‌اند از: چارلی پارکر (نوازندهٔ ساکسوفون آلتو)، دکستر گوردون، سانی رالینز و جیمز مودی (نوازندگان ساکسوفون تنور)، بادی دفرانکو (نوازندهٔ کلارینت)، فتس ناوارو، مایلز دیویس و دیزی گیلیسپی (ترومپت‌نوازان)، باد پاول، بری هریس و تلانیوس مانک (نوازندگان پیانو)، چارلی کریسشین (نوازندهٔ گیتار الکتریک)، و کنی کلارک، مکس روچ و آرت بلیکی (نوازندگان درام).

## ریشه‌شناسی

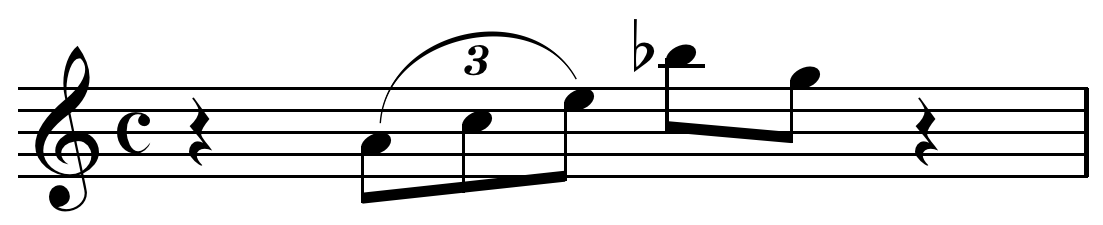
"با وجود توضیح‌هایی دربارهٔ منشأ این واژه‌ها، نوازندگان در واقع واژه‌های 'bebop' و 'rebop' را برای یک عبارت اولیهٔ بیباپ به‌کار می‌بردند، چنان‌که در نمونهٔ زیر می‌بینید."

واژهٔ "bebop" از هجاهای بی‌معنای مورد استفاده در صداخوانی گرفته شده است. نخستین نمونهٔ شناخته‌شده از استفادهٔ این واژه در ترانهٔ "Four or Five Times" از گروه McKinney's Cotton Pickers در سال ۱۹۲۸ ضبط شده است. این واژه بار دیگر در ضبط سال ۱۹۳۶ از ترانهٔ "I'se a Muggin'" توسط [[جک تیگاردن] دیده می‌شود. گونه‌ای دیگر با عنوان "rebop" در چند ضبط سال ۱۹۳۹ به‌کار رفته است. نخستین استفادهٔ مکتوب از این واژه نیز در همان سال دیده می‌شود، اما این واژه تا میانهٔ دههٔ ۱۹۴۰، که با موسیقی بیباپ پیوند یافت، رواج نیافت. تلانیوس مانک ادعا می‌کند عنوان اصلی قطعه‌اش "52nd Street Theme" "Bip Bop» بوده و همین واژه منشأ نام "bebop" شده است.
برخی پژوهشگران گمان دارند این واژه را پارلی کریسشین به‌کار می‌برده، چون شبیه به آوایی بوده که هنگام نواختن با خود زمزمه می‌کرده است. دیزی گیلیسپی گفته است که مخاطبان این نام را ساختند، چون هنگام پرسیدن نام قطعه‌هایی که نمی‌شناختند، از واژهٔ "bebop" استفاده می‌کردند. به گفتهٔ او، رسانه‌ها هم آن را به‌عنوان نام رسمی رواج دادند: «مردم وقتی اسم قطعه‌ها را نمی‌دانستند، می‌گفتند بیباپ.» نظریهٔ دیگری هم وجود دارد که این واژه برگرفته از فریاد «آریبا! آریبا!» (Arriba!) رهبران ارکسترهای آمریکای لاتین آن دوران است. گاه واژه‌های "bebop" و "rebop" به‌جای یکدیگر به‌کار می‌رفتند. (گرچه rebop از نظر هارمونی ناموزون و تأثیرپذیری از امپرسیونیسم، با bebop تفاوت داشت) تا سال ۱۹۴۵، کاربرد "bebop"/"rebop" به‌عنوان هجاهای بی‌معنا در موسیقی [[ریتم اند بلوز] رواج یافته بود؛ مانند ترانهٔ "Hey! Ba-Ba-Re-Bop" از لایونل همپتون. نوازندهٔ بیباپ یا bopper در شوخی‌های دههٔ ۱۹۵۰ به یک شخصیت قراردادی تبدیل شد و با جنبش بیت نیز هم‌پوشانی داشت.

## سازبندی

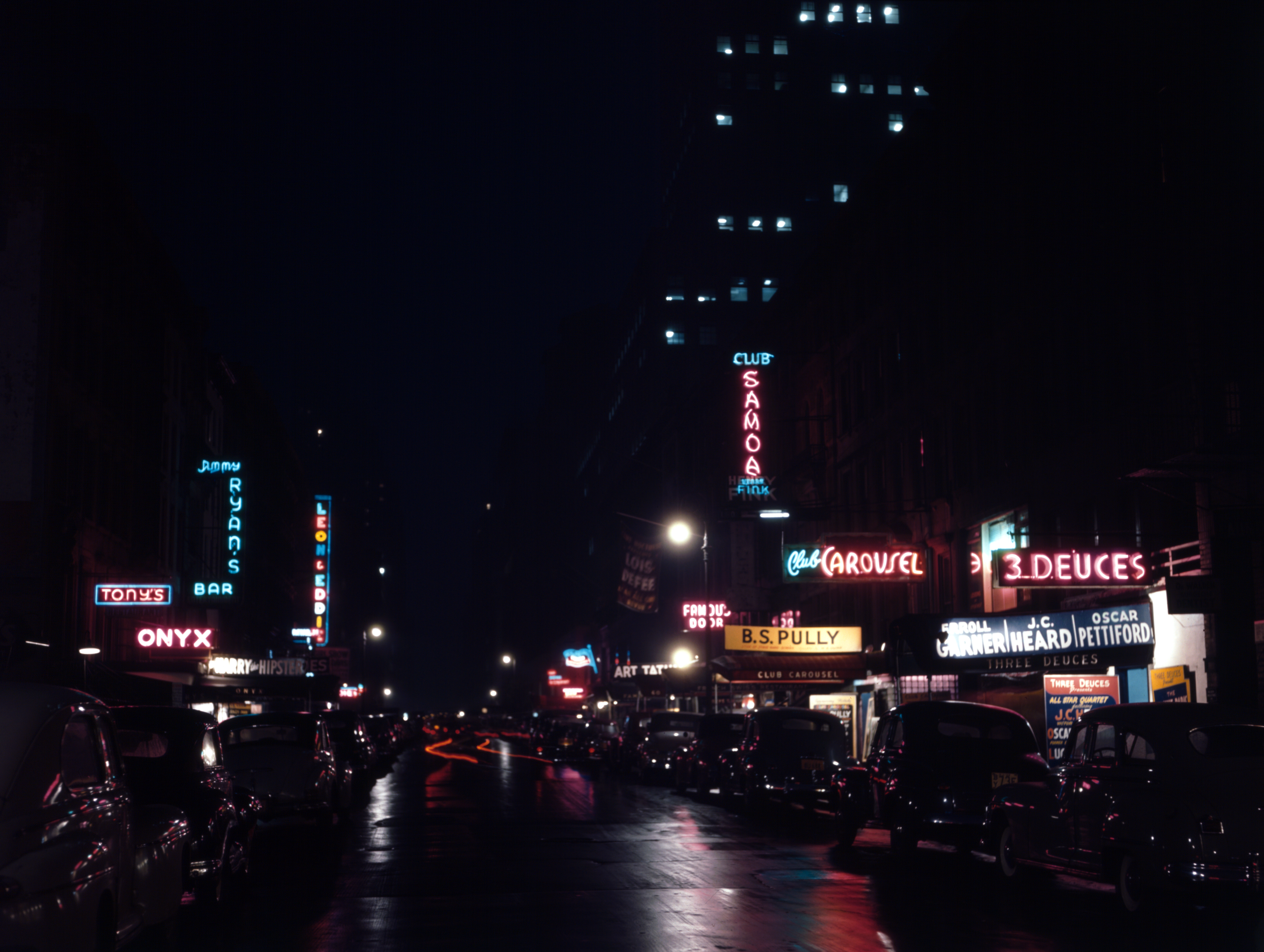
چند نوازندهٔ بیباپ روی صحنهٔ خیابان پنجاه و دوم (منهتن)، مهٔ ۱۹۴۸

ترکیب کلاسیک گروه بیباپ شامل ساکسوفون، ترومپت، کنترباس، درام و پیانو بود. این ترکیب را چارلی پارکر (ساکسوفون آلتو) و گیلیسپی (ترومپت) در گروه‌ها و ضبط‌های دههٔ ۱۹۴۰ خود به‌کار برده و رایج کردند. گاهی نوازندهٔ ساکسوفون دوم یا گیتار (الکتریک یا آکوستیک) نیز به گروه افزوده می‌شد یا گاهی سازهایی مانند ترومبون یا ویولن یا برخی سازها حذف می‌شدند و گروه به صورت کوارتت درمی‌آمد. این ترکیب تفاوتی چشمگیر با ارکسترهای بزرگ دورهٔ سوینگ داشت.